# Abdij van Boudelo

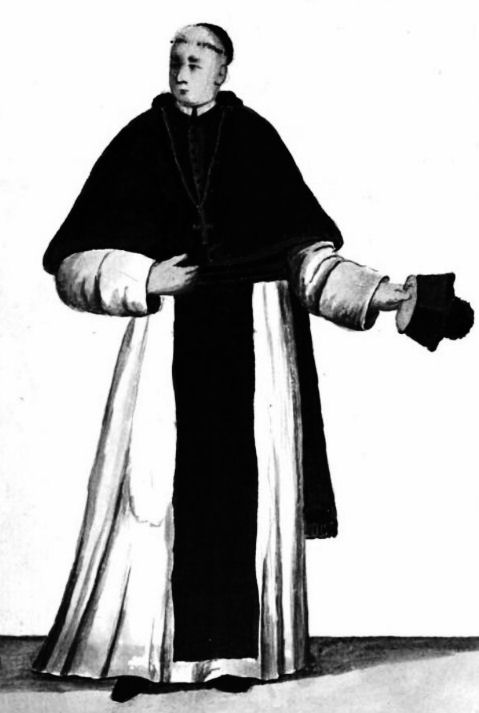
Abt van de Abdij OLV van Baudeloo

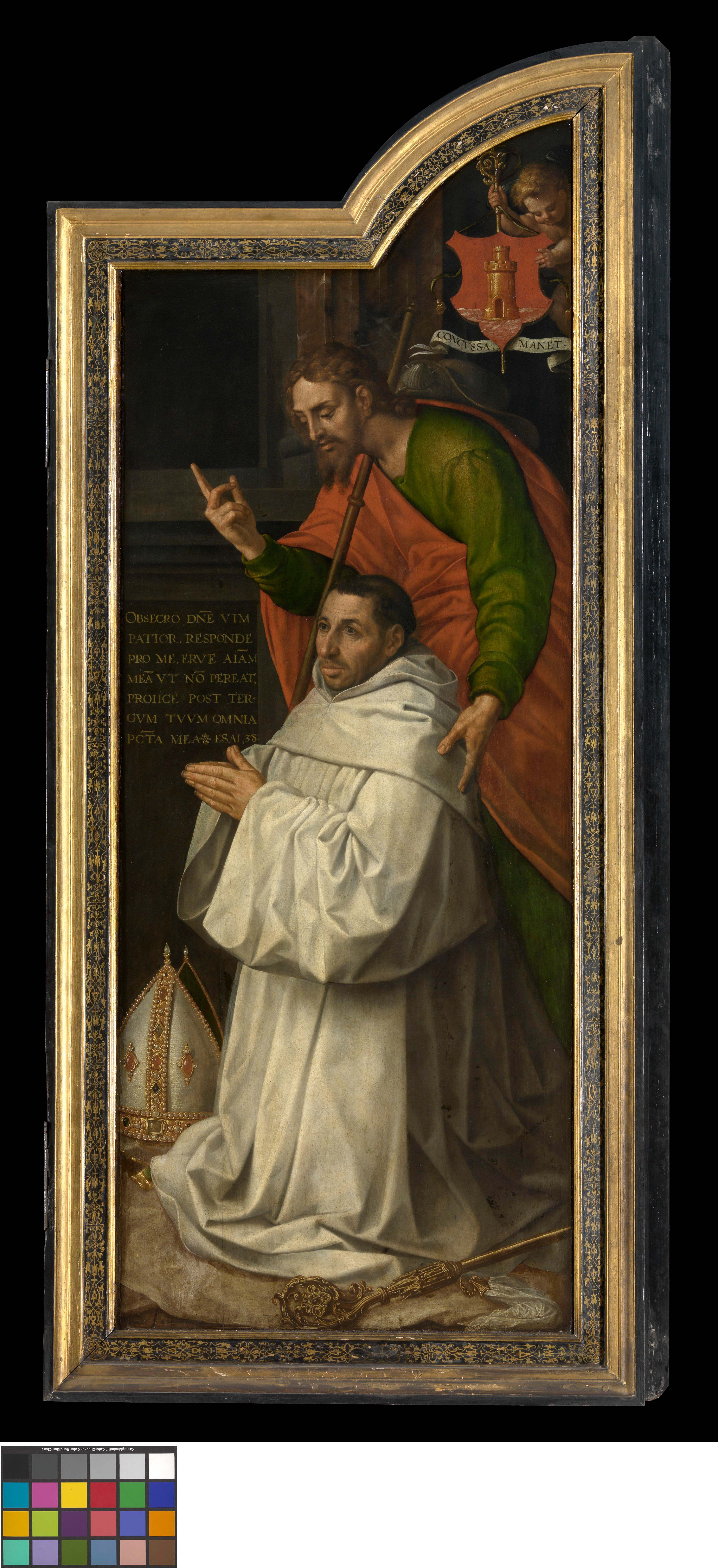
Abt Jacob del Rio

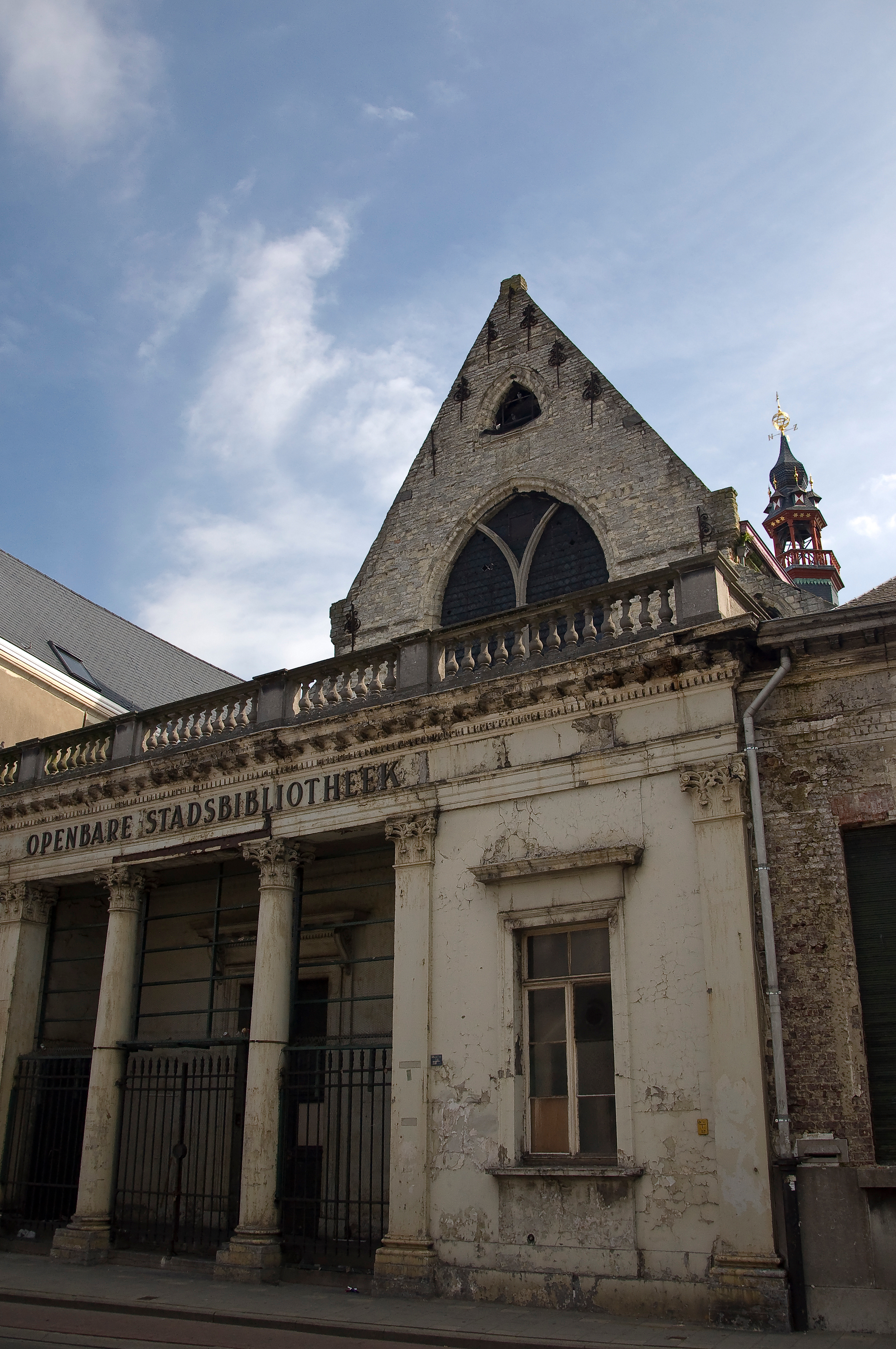
De kerk van de voormalige abdij van Boudelo te Gent

De Abdij van Boudelo (Lat.:Abbatia B. Virg. Maria de Baudelo) was een cisterciënzerabdij te Klein-Sinaai, nabij Sint-Niklaas in België. De abdij wordt beschouwd als dochterstichting van de Abdij van Cambron. In de late middeleeuwen groeide deze abdij uit tot de belangrijkste abdij van het Waasland, en diens abt verkreeg het privilege om de eed af te nemen van de graaf van Vlaanderen, als heer van Waes. Nadat de monastieke gemeenschap was verjaagd uit het Waasland, kwam de abdij opnieuw kortstondig tot bloei in Gent.

## Ontstaan in Klein-Sinaai
Het jaar 1197 markeert de vestiging van een kluis op de site Coudenborn, wanneer een of meerdere monniken uit de Sint-Pietersabdij in Gent onder leiding van Boudewijn van Boekel, zich in Klein-Sinaai als kluizenaars vestigen. De naam Boudelo, die uit twee delen bestaat, kan als volgt worden verklaard: Bouden, vleivorm op -in, afgeleid van Boudewijn (Boudewijn I van Constantinopel, graaf van Vlaanderen), en lo een bosje op een zandige, hoger gelegen plek. De kleine gemeenschap groeide uit tot een abdij op een locatie tussen de huidige Koebrugstraat en Kloosterstraat. Erkenning volgde in het begin van de 13e eeuw  door de bisschop van Doornik.
Over de redenen waarom de benedictijn Boudewijn van Boekel (die in 1205 overleed) zijn confraters in Gent verliet blijft het gissen. Vast staat dat de benedictijnenbeweging in die tijd een crisis doormaakte.
In 1215 faalde een overnamepoging van de abdij door cisterciënzers van de Abdij van Clairvaux. De monniken beklaagden zich over de te armzalige levensomstandigheden en vroegen of ze mochten terugkeren. In 1217 kregen de cisterciënzers wel greep op de abdij via de monniken van de Abdij van Cambron. Deze gemeenschap had meer kans op slagen gezien ze heel wat dichter bij Sinaai lag en ook onder invloed van dezelfde graaf, in casu Johanna van Constantinopel die aan de abdij in 1218 twintig bunders grond schonk.
Vanuit deze abdij, die ook wel bekendstaat in oude spelling als Baudeloo, begonnen de monniken de streek rondom de Schelde in te polderen. Dit deden ze onder andere door het stichten van uithoven, zoals bij Lamswaarde en Othene in Zeeuws-Vlaanderen. In Hulst en Gent had de abdij een refugehuis, het refugehuis Baudeloo. Boudelo bezat een hoeve in Aarsele: de Baudeloohoeve of Hof van Baudeloo. Ze werd heropgebouwd na een brand in 1717.
Dat het er in abdijen niet altijd christelijk aan toe ging bewijst het feit dat abt Theodorikus in 1226 door abdijbewoners werd vermoord. Een slaande ruzie in 1235 leidde ertoe dat de abdij onder pauselijk toezicht werd geplaatst. 
In 1578 werd de abdij verwoest door Gentse calvinisten.

### Het Boudelohof en het Boudelomonument
In 1660 werd met puin van de afgebroken abdij het Boudelohof aan de Koebrugstraat in Klein-Sinaai opgetrokken. Vanaf de straat is de achtergevel te zien. In de boerderij werd een kamer voorzien om administratieve zaken in verband met de Boudeloabdij af te handelen. De monniken kwamen vaak vanuit Gent naar de vroegere locatie. De kastelein die het hof bewoonde moest steeds twee paarden en een kar voor hen voorzien. 
Opgravingen brachten bouwmateriaal van de vroegere abdij naar de oppervlakte. Hiermee werd in 1985 op de hoek van de Koebrugstraat en de Kloosterstraat, op de plaats van een vroegere kloostermuur het Boudelomonument opgericht. Het staat er nog steeds als herinnering aan de voormalige abdij en zijn bewoners.

### Archeologisch onderzoek
In het Stedelijk Museum Zwijgershoek in Sint-Niklaas zijn verscheidene archeologische vondsten van de Boudeloabdij te zien. De opgraving van de abdij gebeurde door de Belseelse Alfons De Belie met hulp van vrijwilligers.
Na onderzoek in 2011 en 2012 slaagde de Universiteit Gent erin een niet eerder ontdekt neerhof van de Boudeloabdij in 3D reconstrueren. Door een combinatie van geofysische data met beperkte opgravingen kregen ze bovendien een uniek inzicht in de evolutie van het ‘herwonnen’ landschap in de middeleeuwen. Bodemonderzoeker Philippe De Smedt maakte een bodemscan van de middeleeuwse abdijsite in Klein-Sinaai. Door bodemonderzoek te combineren met archeologie kon hij 3D-kaarten maken van archeologische sites.

## De abdij in Gent
In 1584, na hun terugkeer uit ballingschap uit Keulen, vonden de monniken onderdak in hun Gents refugehuis dat op een pseudo-eiland lag, gevormd door de Leie, Baudeloovest en Ottogracht.
Abt Jacob del Rio kreeg in 1602 de toelating om het klooster uit te breiden en een abdijkerk te bouwen, ter vervanging van de oude kapel van hun refugehuis. Dat laatste maakt vanaf het einde van de 16e eeuw plaats voor nieuwe kloostergebouwen. Met de constructie van het kerkgebouw werd vermoedelijk begonnen tussen 1602 en 1606; de klokkentoren is van 1660. Pierre Hemony leverde in 1661 een kleine beiaard voor dit torentje. In 1948 werden de klokken deels gebruikt om de beiaard op het Belfort uit te breiden.
De grootste uitbreiding van de abdij gebeurde in de 17e eeuw. Inkomsten in de 18e eeuw lieten de monniken toe het klooster en de kerk te versieren met onder meer tapijten, beeldhouwwerken en schilderijen. Toen het aanpalend klooster van de Engelse jezuïeten in 1773 werd afgeschaft, kocht de abdij deze aan, samen met de tuinen. In 1777 kreeg de abt een nieuwe woning aan de Steendam.

### Opheffing
De Franse revolutionairen verdreven de monniken uit Gent in 1796. Veel van het interieur van de abdijkerk, waaronder het triptiek van Abt del Rio, kreeg een plaats in het Stadsmuseum Gent. Het klooster werd omgevormd tot centrale school in 1797 en de kerk tot Tempel van de Rede. In het huidige Boudeloohof werd in 1797 door architect Jean-Baptiste Pisson de botanische tuin aangelegd die in 1903 zijn plaats kreeg in het Citadelpark (zie Plantentuin Universiteit Gent). Vanaf 1800 werd de Baudelokapel omgevormd tot Baudelobibliotheek van alle kloosters van de stad en vanaf 1819 tot circa 1935 omgevormd tot universiteitsbibliotheek. Vanaf 1832 werd het oude klooster ingenomen door het Koninklijk Atheneum.

## 21e eeuw
Sinds 2001 is het eigendom van de stad Gent en geeft het onderdak aan de Kunstencampus en de Academie voor Muziek, Woord en Dans. Verschillende conventsgebouwen zijn bewaard en beschermd. Het interieur heeft zijn  oorspronkelijke karakter met ornamenten en snijwerk uit de 18e eeuw, bewaard. Het is niet toegankelijke voor bezoek.

## Interieur
Er zijn fragmenten waardevolle monastieke architectuur van de abdij in Gent bewaard.

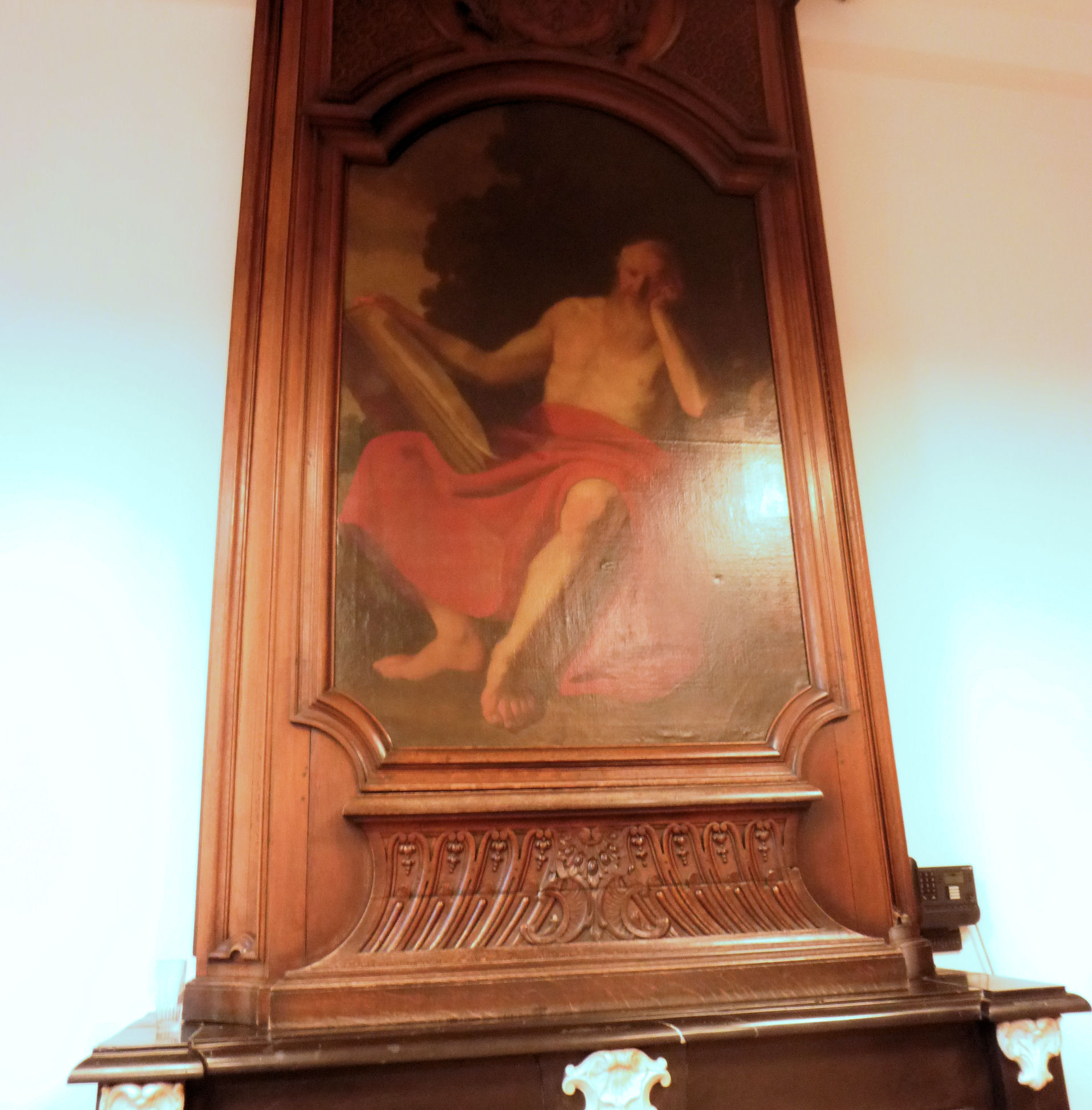
Interieur van het Abtskwartier, 2025
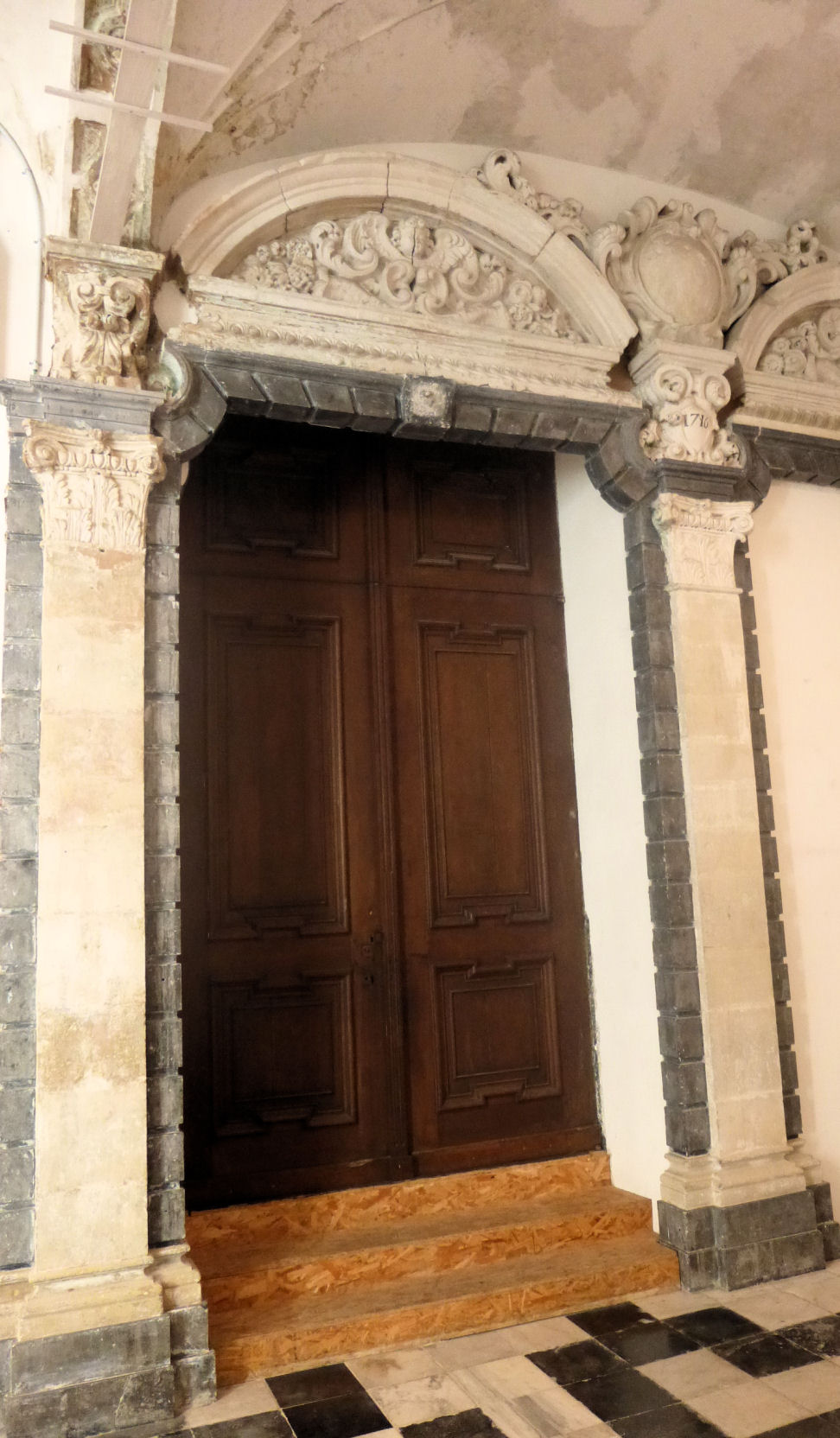
Portaal naar de abdijkerk, 17e eeuw.
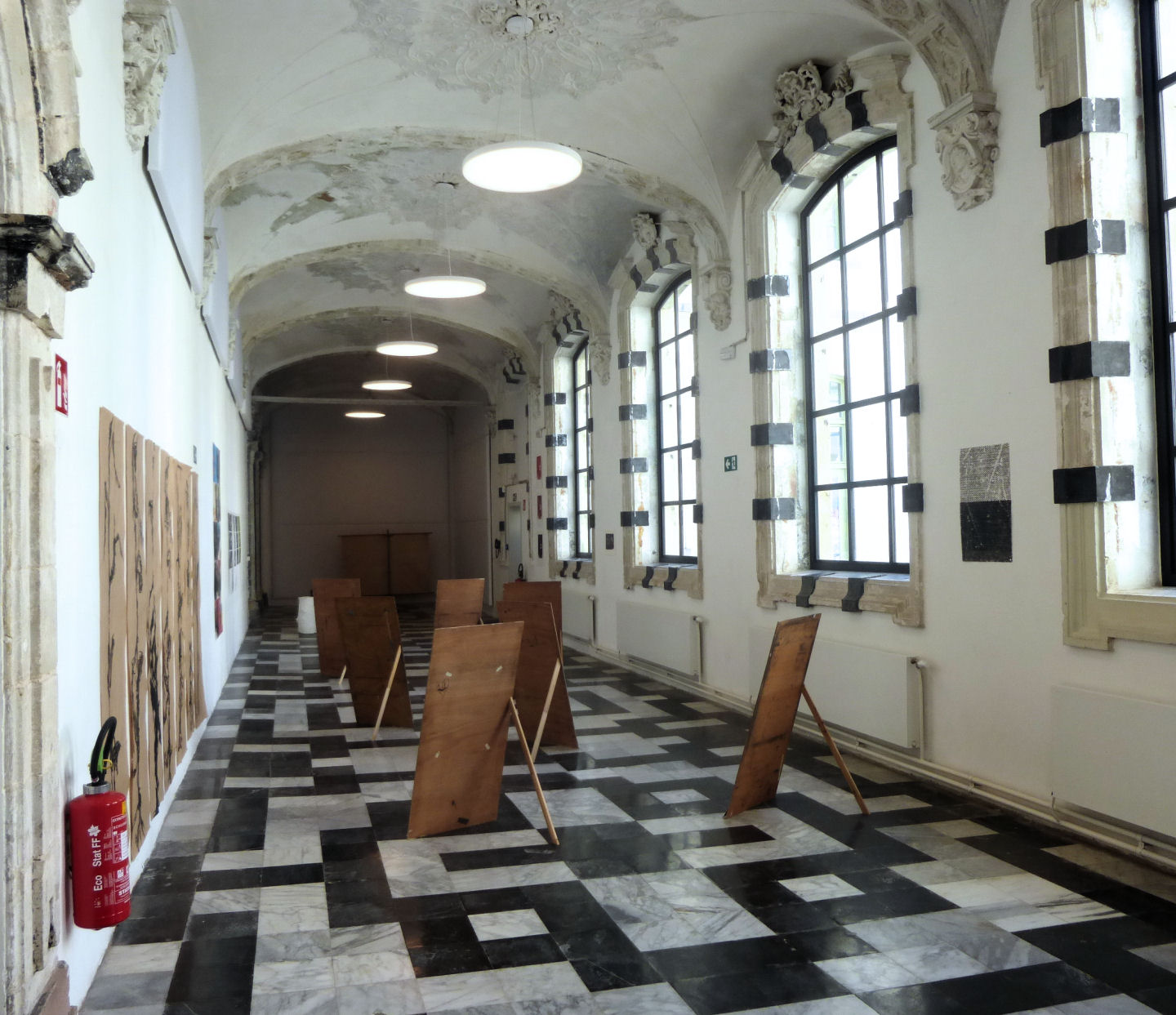
voormalige pandgang met stucwerk
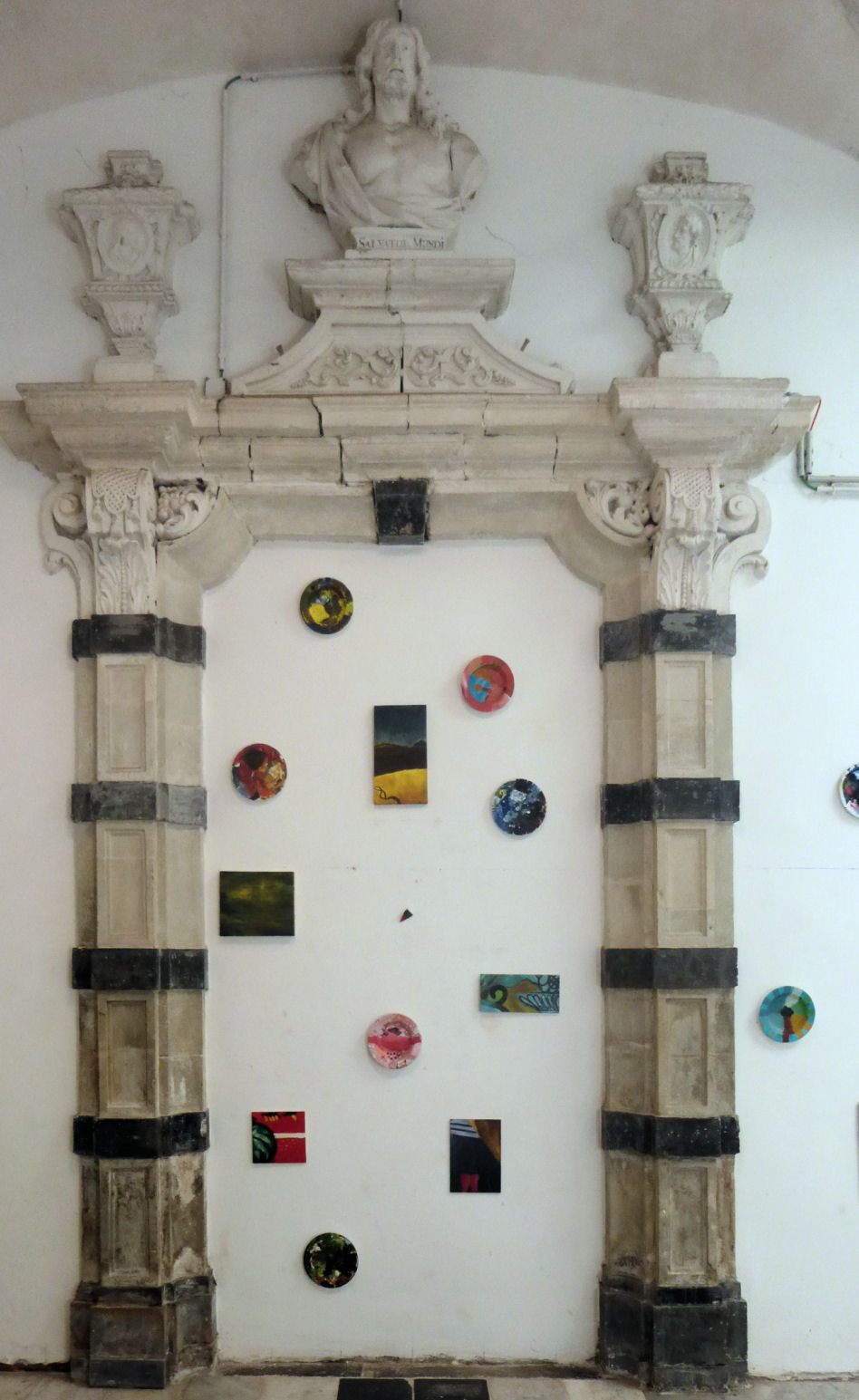
Poort met beeldhouwwerk
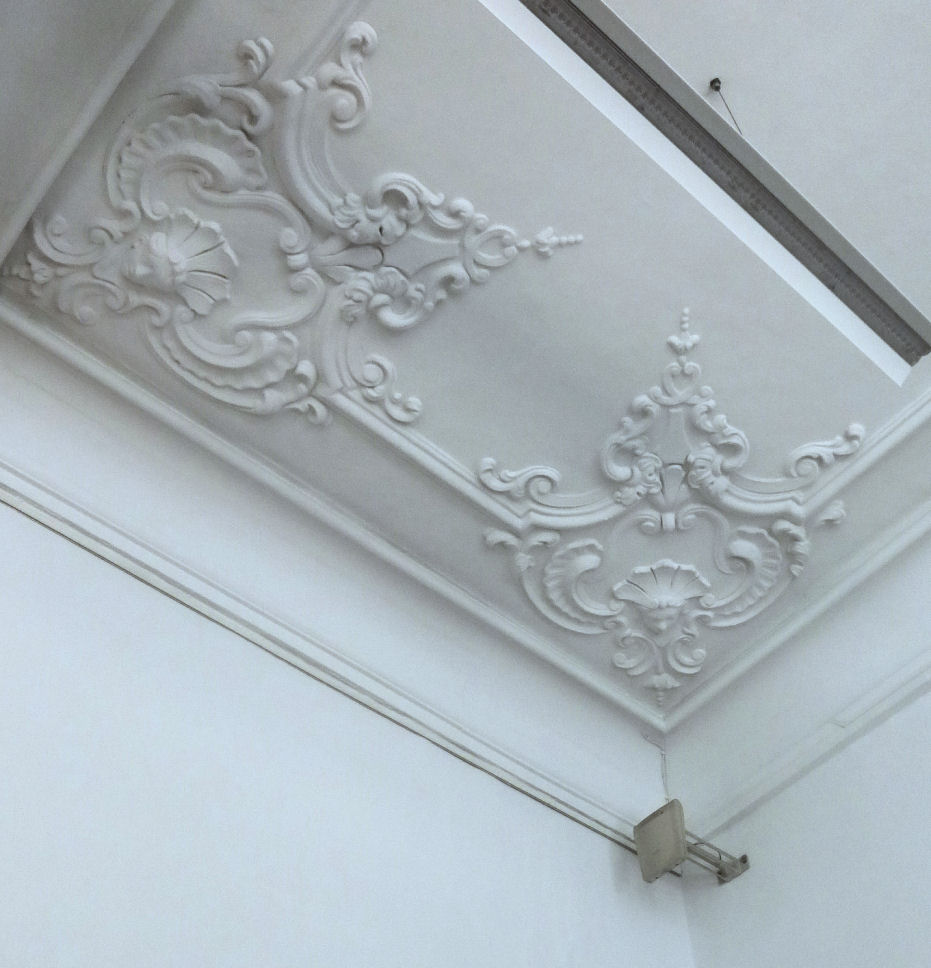
18 eeuws stucwerk in de salon van de abt.

## Abten van Baudeloo
| Abbas  | Naam                     | Jaar +                    |
| ------ | ------------------------ | ------------------------- |
|        | Impinus                  |                           |
|        | Amelius                  |                           |
|        | Gerardus                 |                           |
| I      | Theodoricvs              |                           |
| II     | Jacobus I                |                           |
| III    | Theodoricvs II           |                           |
| IV     | Jacob II de Munte        |                           |
| V      | Gerardvs II              |                           |
| VI     | Boudewijn I Broosche     |                           |
| VII    | Jan I de Witte           |                           |
| VIII   | Gillis de Vrient         |                           |
| IX     | Willem I Speliaers       |                           |
| X      | Joannes II de Berlandia  |                           |
| XI     | Jacobus III de Moneta    |                           |
| XII    | Gilbert de Paepe         |                           |
| XIII   | Willem II van Pitthem    |                           |
| XIV    | Gerard III de Zype       |                           |
| XVI    | Goswinvs a Vinca         |                           |
| XVI    | Peter I de Schuttere     |                           |
| XVII   | Peter II Schoonvaert     |                           |
| XVIII  | Daniel Militis           |                           |
| IXX    | Jan III de Blockmaecker  |                           |
| XX     | Lieven I de Hooghe       |                           |
| XXI    | Willem III van Wymeersch |                           |
| XXII   | Peter II van Eetvelde    |                           |
| XXIII  | Willem IV vander Heyden  |                           |
| XXIV   | Jan IV van Deynse        | Bouwde in Gent de Refugie |
| XXV    | Vincent van Ympe         |                           |
| XXVI   | Jacob IV de Draeyere     |                           |
| XXVII  | Jacob del Rio            |                           |
| XXVIII | Guillelmo del castillo   |                           |
| XXIX   | Jan V Ysebaerts          | 1647                      |
| XXX    | Boudewijn II Verschueren | 1649                      |
| XXXI   | Lieven II Vaentkin       | 1680                      |
| XXXII  | Joris I van Roden        | 1685                      |
| XXXIII | Peter III Everaerts      | 1703                      |
| XXXIV  | Bernard Zoetaert         | 1709                      |
| XXXV   | Jan VI Valckgraeve       | 1709                      |
| XXXVI  | Joris II van Duermael    |                           |

## Galerij

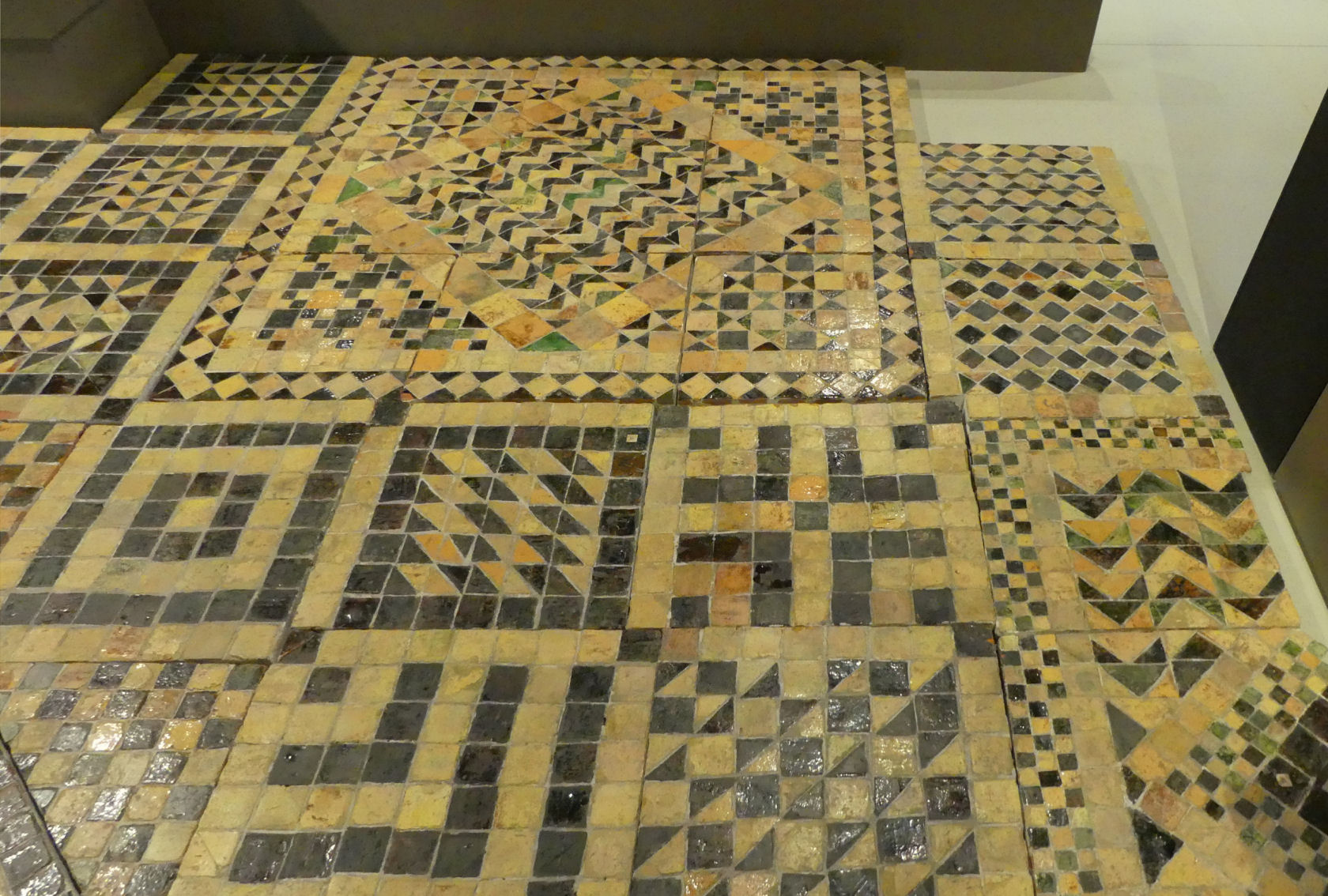
Vloerfragment, verz. Stem Sint-Niklaas.
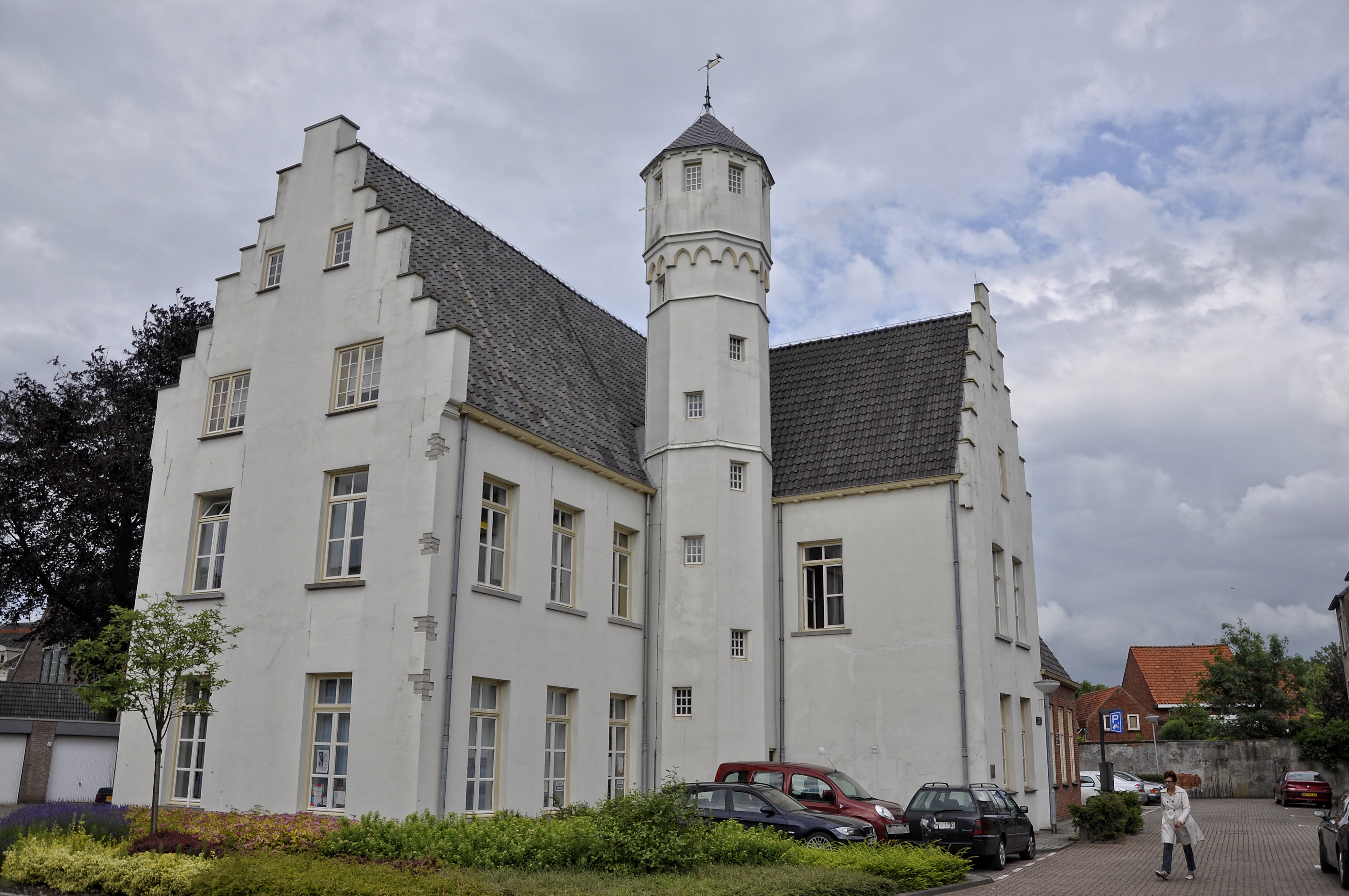
Het refugiehuis Boudeloo in Hulst
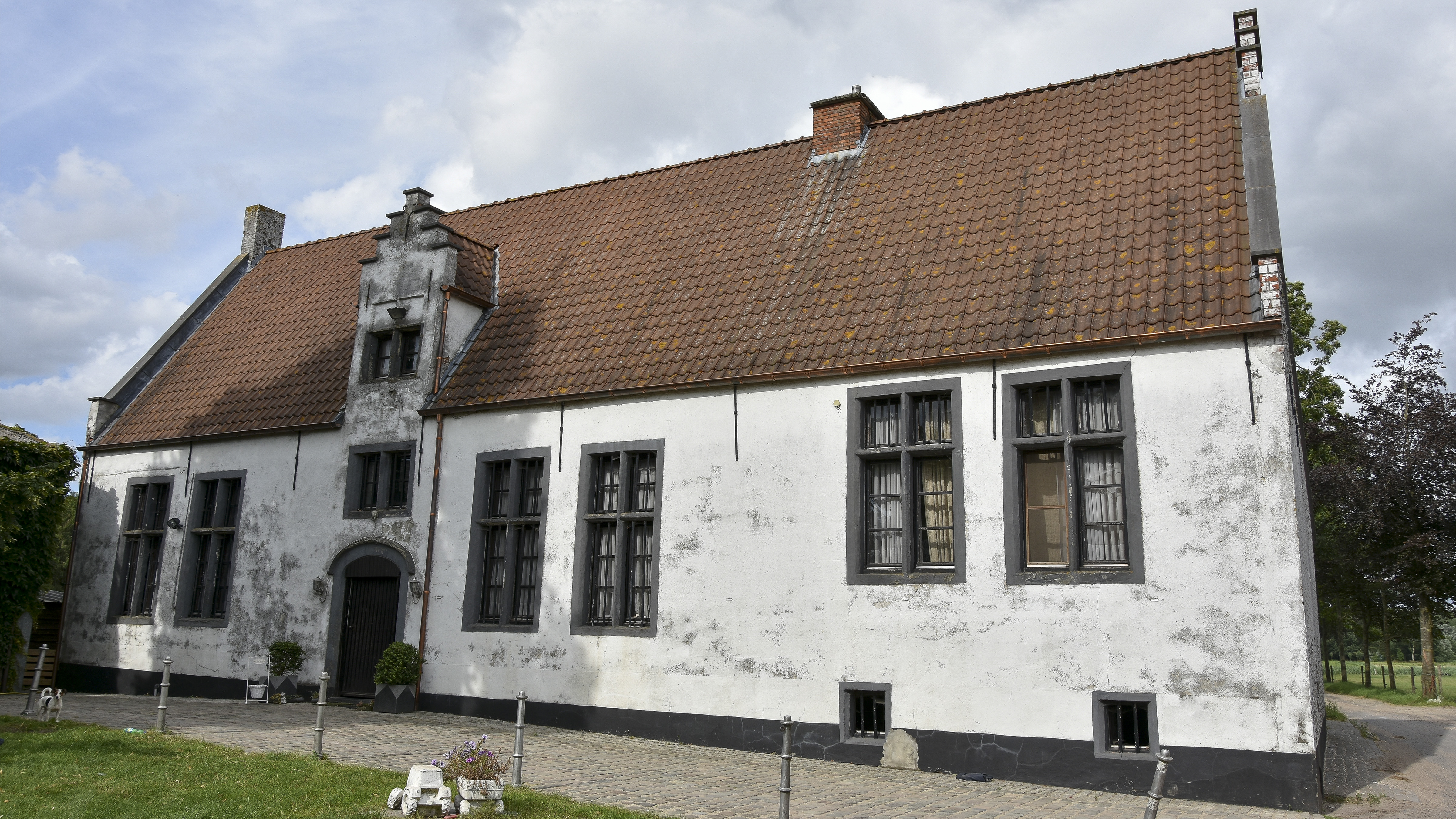
Voorgevel van het Boudelohof uit 1660 in Klein-Sinaai
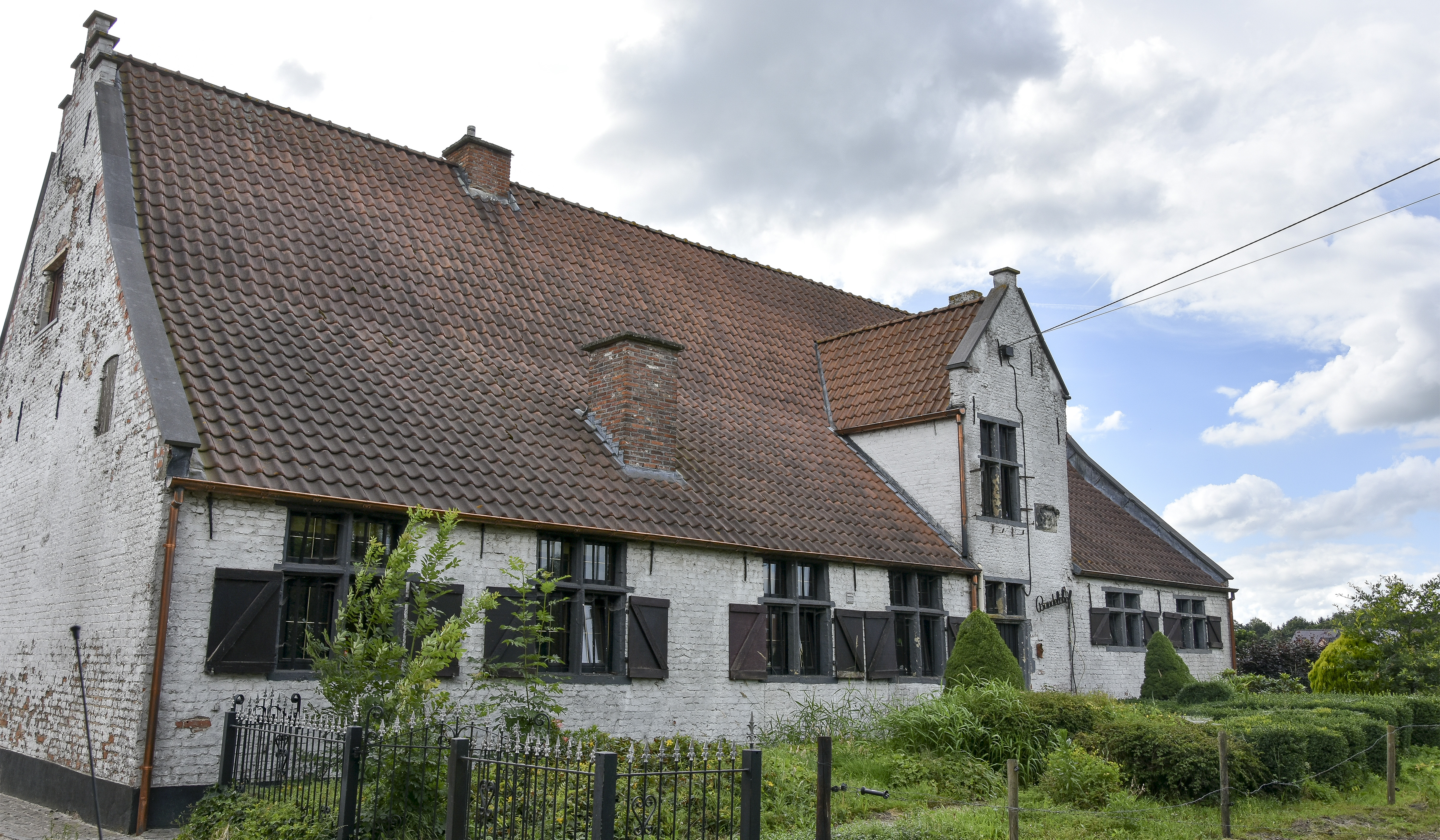
De achtergevel van het Boudelohof in Klein-Sinaai
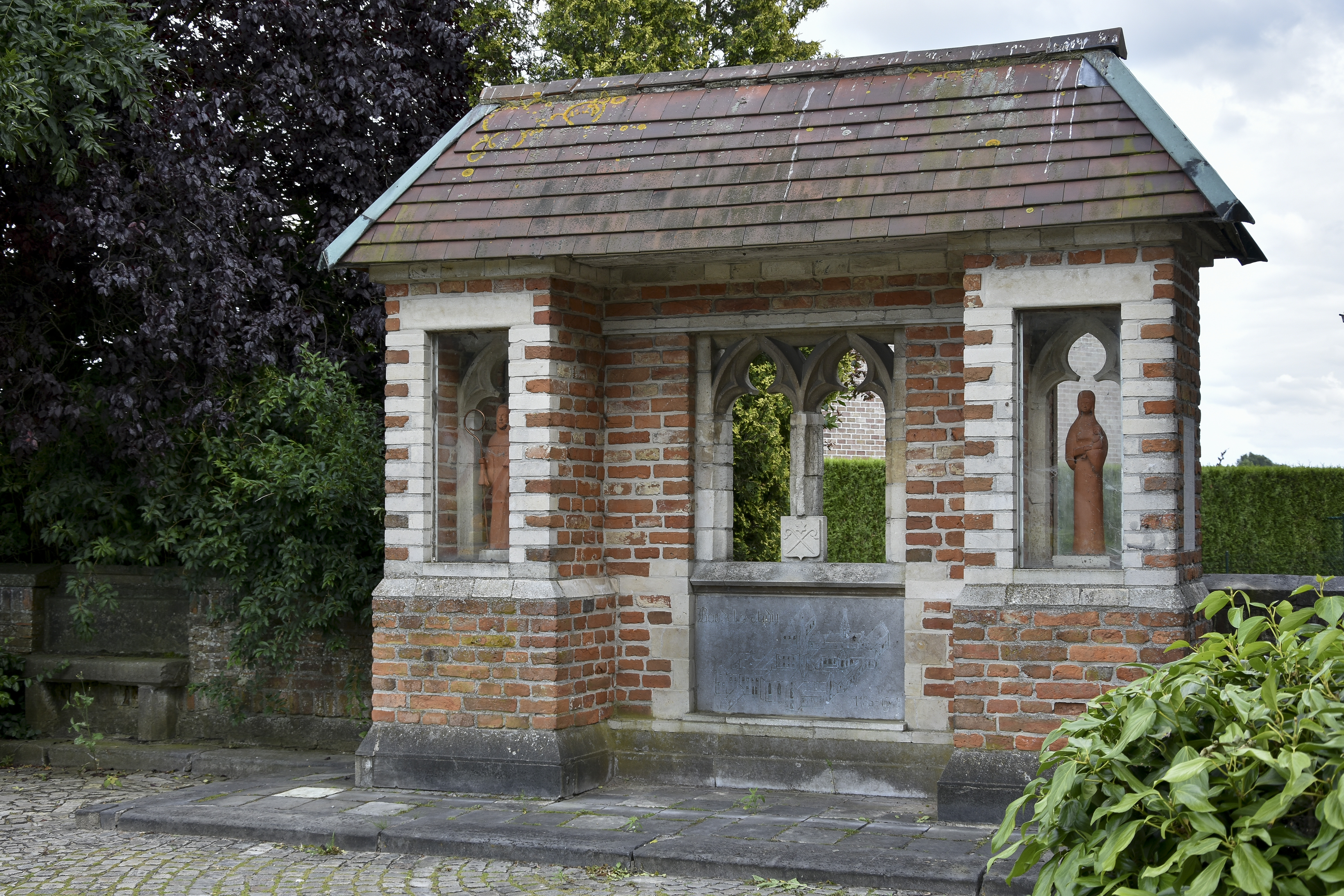
Het Boudelomonument

## Voetnoten
1. ↑  https://erfgoedinzicht.be/collecties/detail/57c5b46d-5722-5a88-932d-c314b0c56c71
2. ↑  Naamsverklaring van Boudelo. Gearchiveerd op 7 mei 2021.
3. ↑  Volgens Antonius Sanderus, Flandria Illustrata

- Gemeinsame Normdatei: 4628071-6
- Library of Congress Control Number: n84174947
- Virtual International Authority File: 133744793